# Джефри Янг
Доктор Джефри Янг (на английски: Jeffrey E. Young), срещано и като Джефри Йънг, е американски психолог и психотерапевт, основоположник на Схема терапията – психотерапевтичен метод, в който систематично и последователно са интегрирани техники от различни подходи.
Основател и директор е на Центровете по когнитивна терапия в Ню Йорк и в Кънектикът, както и на Института по схема терапия. Преподавател е в катедрата по психиатрия в Колумбийския университет.
Има множество научни публикации в областта на когнитивната и на схема терапията, сред които са двата му основни труда: „Схема терапия: Ръководство на специалиста“ (Schema Therapy: A Practitioner's Guide), написана за специалисти по психично здраве, и „Преосмисляне на Вашия живот“ (Reinventing Your Life), популярна книга за самоусъвършенстване, основана на схема терапия.
Янг е роден на 9 март 1950 г. Учил е в Йейлския и Пенсилванския университет. След завършване на висшето си образование става стажант в Центъра по когнитивна терапия в Университета на Пенсилвания под ръководството на д-р Аарън Бек (основоположник на Когнитивната терапия), където впоследствие е назначен за директор „Научни изследвания и обучение“. През последните 24 години д-р Янг изнася лекции по когнитивна и схема терапия в цял свят. Той е обучил хиляди специалисти по психично здраве и е много популярен заради изключителните си преподавателски умения.
През 2003 г. д-р Янг е удостоен с престижната награда „Преподавател на годината“ на New England Educational Institute (институт за продължаващо обучение на специалисти по психично здраве).